# Dick Martin
Dick Martin (ur. 30 stycznia 1922 w Battle Creek, zm. 24 maja 2008 w Santa Monica) – amerykański reżyser, aktor i komik.

## Filmografia
Seriale
- 1962: The Lucy Show jako Harry Conners
- 1992: Bob jako Buzz Loudermik
- 1996: Trzecia planeta od Słońca jako Ben Littmeyer
- 1998: Oni, ona i pizzeria jako Dziadek Charlie

Filmy
- 1958: Once Upon a Horse... jako Doc Logan
- 1970: Swing Out, Sweet Land jako Wilbur Wright
- 1981: Dokładnie tacy sami jako Victor Bard
- 2001: Bartleby jako Burmistrz

reżyser
- 1972: The Bob Newhart Show
- 1982: Family Ties
- 1988: Gorączka nocy
- 1992: Bob

## Wyróżnienia
Został uhonorowany nagrodą Emmy i trzykrotnie był do niej nominowany. Posiada swoją gwiazdę na Hollywoodzkiej Alei Gwiazd.